# Мілован Джилас
Мілован Джилас (серб. Милован Ђилас, Milovan Đilas; *12 червня 1911, село Подбишче біля міста Колашин, Королівство Чорногорія — † 20 квітня 1995 Белград, Сербія) — політичний і державний діяч Югославії та міжнародного комуністичного руху, прибічник Йосипа Тіто, ідеолог і теоретик Комуністичної партії Югославії; член ЦК і Політбюро ЦК КПЮ (з 1940).
Народний герой Югославії, генерал-лейтенант.
Потім опозиціонер-дисидент, політичний в'язень, письменник, публіцист, поет; критик соціалізму і тоталітаризму.

## Біографія
В 1929—1933 рр. вивчав філософію і право в Белградському університеті. З 1932 член підпільної Компартії Югославії. За революційну діяльність в 1933 засуджений до трьох років тюрми.
В 1937 під час конфлікту між різними партійними угрупуваннями підтримав Й. Тіто, був обраний членом ЦК КПЮ. Під час громадянської війни в Іспанії (1936) воював у складі інтербригад.
Під час німецької окупації Югославії був одним з організаторів партизанського руху. З кінця 1943 року член президії Антифашистського віча народного звільнення Югославії. Генерал-лейтенант.
5 вересня 1944 року нагороджений орденом Кутузова.
У 1953 — заступник голови Союзного виконавчого віча (уряду) Югославії, один із чотирьох віце-президентів Югославії, з кінця 1953 — голова Союзної народної скупщини (парламенту).
В січні 1954 позачерговий пленум ЦК СКЮ кваліфікував опубліковані в газеті «Борба» та журналі «Нова думка» статті Джиласа як антипартійні і зняв його зі всіх державних і партійних посад. 1955 року засуджений умовно на 18 місяців тюремного ув'язнення за «наклепницькі заяви, в котрих відображав стан у Югославії в злісно перекривленому вигляді». З 1956 по 1966 Джилас відбував ув'язнення тричі.
Після звільнення в 1967—1968 Джилас об'їздив із лекціями США, Велику Британію, Італію, Австрію. Після повернення до Югославії в 1970—1986 знову був «невиїзним».
Сім"яДочка Вукиця
Син — Алекса Джилас (Aleksa Djilas), історик

## Критика соціалізму та комунізму
В дослідженнях «Новий клас» (1957), «Недосконале суспільство» (1969), «Тюрми та ідеї» (1984) Джилас дав філософську та політичну характеристику суспільства, збудованого в СРСР та в країнах Східної Європи.
Проаналізувавши соціальну та ідеологічну структури, панівні філософські, економічні та політичні концепції, офіційну теорію та практику діяльності держави, Джилас розкрив суть «нового класу» соціалізму — партійно-бюрократичного апарату.
За Джиласом — один із найцікавіших феноменів соціалізму є те, що формально проголошуючи побудову безкласового суспільства як ціль, комуністи після захоплення політичної влади неминуче завжди і всюди створюють власне класове суспільство з єдиним привілейованим класом — «новим класом». Не вважаючи цей термін строго науковим, Джилас часто використовував до нього синоніми: «номенклатура», «правлячий шар», «каста».
На думку Джиласа, створене К. Марксом поняття суспільства і його історії не відповідає дійсності і являє собою «катаклізмене розуміння суспільства». Віддаючи належне ролі соціальних катаклізмів у людській історії, Джилас у той же час вважав, що вони не можуть тлумачитися ні як «абсолютний закон», ні як «ціль» суспільного розвитку.
Відкидаючи як у принципі неправильне твердження К. Маркса про якусь «історичну місію робітничого класу», Джилас підкреслював, що історія ніде не підтвердила це припущення; що більше, ніхто не довів, що робітничий клас виступає за соціалізм. Характеризуючи комуністичний рух як по суті ідеологічний, а не робітничий, Джилас стояв на тому, що жоден комуністичний переворот (у тому числі і в Росії) не був ніколи пролетарським.
«Практичний утопізм» ленінського плану швидкоплинної побудови безкласового суспільства закономірно породив сталінізм.

## Характеристика Джиласом окремих політичних діячів
- Андропов Андропову вже шістдесят вісім, у цьому ж самому віці пішов на покій Шарль де Голль. Однак очевидно, що Андропов ніякий не Де Голль: бо в нього нема ніяких власних нових ідей. В Андропова є можливість тільки як у тимчасової фігури відкрити шлях наступному справжньому реформаторові (1982)
- Горбачов Бачте, Горбачов також є тимчасовою фігурою. Він бажає провести важливі реформи і завпровадити деякі елементи ринкової економіки. Але насувається справжня системна криза і відчуження у Східній Європі буде значно гіршим
- Мілошевич Авторитаризм Мілошевича в Сербії провокує сепаратизм. Пам'ятаєте, що Гегель казав про трагедію історії, що повторюється у вигляді фарсу? Я вважаю необхідним сказати, якщо Югославія цього разу розпадеться, зовнішній світ не втручатиметься, на кшталт 1914 р. Югославія є лабораторією комунізму. Її розпад попереджує розпад СРСР. Ми знаходимося далеко попереду Совєтів[2].

## Праці
- Essais politiques / Milovan Djilas. Trad. de l'allemand par Elisabeth Joët, Paris: Belfond, 1982. — 204 S. — ISBN 2-7144-1561-X
- Idee und System: polit. Essays / Milovan Djilas. [Aus d. Serbokroat. übertr. von Branko Pejaković] Wien ; München ; Zürich ; New York: Molden, 1982. — 296 S. ISBN 3-217-01079-5
- Druženje s Titom // Tito / Milovan Djilas — ISBN 3-8118-4121-1
- Jahre der Macht: im jugoslawischen Kräftespiel ; Memoiren 1945—1966 / Milovan Djilas. ISBN 3-423-30304-2
- Настоящее и будущее социалистической идеи. // Рабочий класс и современный мир. — 1990, № 5.

## Виноски
1. ↑  https://www.vreme.com/cms/view.php?id=1665176
2. ↑  Robert Kaplan: Розмови з Мілованом Джиласом. — St. Martin's Press [Архівовано 30 жовтня 2014 у Wayback Machine.] (англ.)